# Sœurs missionnaires du Sacré-Cœur de Jésus et de Marie
Les Sœurs missionnaires du Sacré-Cœur de Jésus et de Marie (en latin : Congregatio Missionariarum a SS. Cordibus Iesu et Mariae) forment une congrégation religieuse féminine apostolique et missionnaire de droit pontifical.

## Histoire
En 1914, Marie-Thérèse Dupouy Bordes (1873-1953), sœur de la société du Sacré-Cœur de Jésus, est chargée de préparer et de former les servants d'autel. Elle se rend compte de leur ignorance religieuse et commence à leur faire le catéchisme. Certains expriment leur désir d'être prêtres et missionnaires ; elle les aide à découvrir leur vocation et les guide vers le séminaire ou les écoles apostoliques d'instituts religieux. Le nombre augmentant, elle suggère à la supérieure que cette œuvre soit assumée par la société du Sacré-Cœur mais c'est impossible car la congrégation est consacrée principalement à l'éducation des filles.
Pour continuer son œuvre en faveur des vocations sacerdotales et religieuses, elle fonde sa congrégation le 1er avril 1926 à Saint-Sébastien. La communauté est érigée canoniquement en congrégation religieuse de droit diocésain le 12 décembre 1930, par Mateo Múgica (es), évêque du diocèse de Vitoria(Saint-Sébastien dépend à l'époque de Vitoria, le diocèse de Saint-Sébastien étant fondé en 1949). Les onze premières sœurs font leur prise d'habit le 16 juin 1931 puis leur profession religieuse le 16 août 1935. 
L'institut reçoit le décret de louange le 29 juin 1984.

## Activités et diffusion
Les sœurs se consacrent à la promotion des vocations sacerdotales et religieuses et à l'apostolat dans les missions.
Elles sont présentes en:
- Europe : Espagne.
- Amérique : Argentine, Honduras, Uruguay.
- Asie : Thaïlande.

La maison-mère est à Saint-Sébastien. 
En 2017, la congrégation comptait 76 sœurs dans 15 maisons.